# 화이트 내셔널리즘

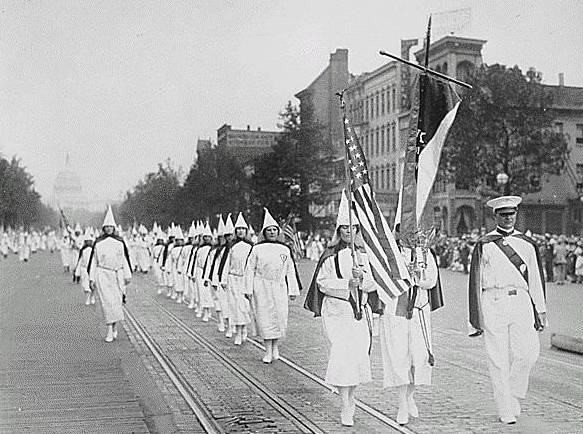

화이트 내셔널리즘(White nationalism) 혹은 백인 민족주의는 백인이라는 인종적 실체에 대한 믿음에 기반하여, 이를 개발하고 유지하고자 하는 국민 정체성 중 하나이다.
백인 내셔널리스트들은 백인 국가라는 개념에 집착하며, 자신들이 백인의 생존과 보존을 보장하려고 노력한다고 주장한다. 그들은 백인이 다수파인 국가에서는 백인이 정치적 경제적 지배를 유지하며 그들의 문화를 가장 중시해야 한다고 주장한다. 많은 백인 내셔널리스트들은 혼혈, 다문화, 비백인의 이민, 그리고 백인의 낮은 출산률이 그들을 위협한다고 생각한다. 어떤 백인 내셔널리스트들은 이것이 백인 학살(white genocide)의 일환이라고 생각한다.
백인 내셔널리즘은 백인 우월주의자들 사이에서 완곡어법으로 사용되기도 하기 때문에 많은 언론인들과 분석가들은 이들을 같은 의미로 사용하기도 한다.
백인 우월주의와 백인 분리주의는 이 종류의 내셔널리즘의 하위 분류에 해당한다.

## 같이 보기
- 백호주의
- 아파르트헤이트
- 블랙 내셔널리즘
- 옐로 내셔널리즘
- 제4제국
- 백인민족국가